# Jaime de Casanova
Jaime de Casanova (Játiva, c. 1435 - Roma, 4 de junio de 1504) fue un eclesiástico español. 

## Biografía
Doctorado en derecho civil y canónico en la Universidad de Bolonia y ordenado sacerdote en 1469, residió en Roma formando parte del grupo de familiares del cardenal vicecanciller Rodrigo Borgia. Fue abreviador en 1479 y protonotario apostólico en 1484. 
Después de que en 1492 el cardenal Borgia fuera elegido papa, Casanova fue nombrado sucesivamente escribano, lector y auditor, subdiacono apostólico, oficial de cartas contradichas y cubiculario del papa, ocupándose principalmente de las tareas domésticas de la Casa pontificia. 
Fue creado cardenal en el consistorio de septiembre de 1503, recibiendo el título de S. Stefano in Monte Celio. 
Se halló presente en la muerte del papa Alejandro y en los cónclaves de septiembre y octubre de 1503 en que fueron elegidos Pío III y Julio II. 
Fallecido el año siguiente, fue sepultado en Santa María del Popolo.